# عمري معاك (ألبوم)
عمري معاك هو أحد ألبومات المطربة المصرية أنغام، تم إنتاج وتوزيع في عام 1 يناير 2003 بواسطة شركة عالم الفن (المالك الرسمي لقناة مزيكا - أو كما مبين على غلاف الألبوم شركة مزيكا).

## الأغاني
الألبوم مكون من 12 أغنية.
1. عمري معاك
2. عرفها بيا
3. اسرقني
4. رجعنا في كلامنا
5. باحتاج اتكلم
6. شفت الدنيا
7. مايهمنيش
8. انا مخصماك
9. علي فكره
10. حالك
11. فينك
12. تحب اتغير